# 斜方玉蟹
斜方玉蟹（学名：Leucosia rhomboidalis）为玉蟹科玉蟹属的动物。分布于日本、俄罗斯符拉迪沃斯托克、菲律宾、安达曼、印度、斯里兰卡以及中国大陆的广东等地，生活环境为海水，多栖息于水深50-100米的泥沙底上。